# (96623) Leani
(96623) Leani  es un asteroide perteneciente al cinturón de asteroides, descubierto el 14 de marzo de 1999 por Matteo Santangelo desde el Observatorio de Monte Agliale, en Italia.

## Designación y nombre
Leani se designó al principio como 1999 ET4.
Más adelante fue nombrado en honor al maestro y astrónomo aficionado italiano  Achille Leani (n. 1924).

## Características orbitales
Leani orbita a una distancia media del Sol de 2,3433 ua, pudiendo acercarse hasta 2,0320 ua y alejarse hasta 2,6546 ua. Tiene una excentricidad de 0,1328 y una inclinación orbital de 6,2555° grados. Emplea en completar una órbita alrededor del Sol 1310 días.

## Características físicas
Su magnitud absoluta es 16,0.